# Légion portugaise (Estado Novo)
Pour l’article homonyme, voir Légion portugaise.
La Légion portugaise (Legião Portuguesa) est une organisation paramilitaire fondée au Portugal en 1936. Elle a existé jusqu'au 25 avril 1974.

## Histoire
La Légion portugaise est créée en 1936. Elle a été fondée à la suite de la proposition de J. Botelho Moniz par le biais du décret-loi du 30 septembre 1936.
La Légion portugaise était une milice qui était sous la juridiction des ministères de l'Intérieur et de la guerre. Son but était de « défendre le patrimoine spirituel » et de « lutter contre la menace communiste et anarchiste », selon l'idéologie de l'Estado Novo (État nouveau).
Sa subordination au ministère de la guerre n'a été effective qu'en 1937 lors de la réorganisation de l'armée.
Lors de la Seconde Guerre mondiale, la Légion portugaise a été la seule organisation portugaise à avoir défendu ouvertement les idées d'Hitler pour l'Europe.
Pendant la Seconde Guerre mondiale la Légion portugaise a été désignée pour coordonner  et planifier la défense civile. Cette mission a persisté après la fin de la guerre et notamment lors de l'entrée du Portugal dans l'OTAN, devenant la fonction principale de la Légion.
Durant les années 1950 et 1960, la Légion a collaboré avec la PIDE dans la répression politique envers l'opposition avec le concours de son service d'information et son réseau d'informateurs. La Légion a également été utilisée comme troupe de choc contre des manifestants.
Celle-ci a finalement été dissoute en 1974, à la suite de la révolution des Œillets.
Le 25 avril 1974, la Légion se composait de 80 000 légionnaires, mais seuls un certain nombre d'entre eux avaient un rôle actif.
L'inscription dans la Légion portugaise était obligatoire pour les salariés de certaines entreprises publiques.

## Hymne
L'hymne de la Légion a été écrit par José Gonçalves Lobo en 1937. Celui-ci énonçait les principes et les objectifs de la légion.

## Source
- (pt) Cet article est partiellement ou en totalité issu de l’article de Wikipédia en portugais intitulé « Legião Portuguesa (Estado Novo) » (voir la liste des auteurs).